# Медзіхово
Медзіхово (пол. Miedzichowo, нім. Kupferhammer) — село в Польщі, у гміні Медзіхово Новотомиського повіту Великопольського воєводства.
Населення — 450 осіб (2011).
У 1975-1998 роках село належало до Гожовського воєводства.

## Демографія
Демографічна структура станом на 31 березня 2011 року:
|          | Загалом | Допрацездатний вік | Працездатний вік | Постпрацездатний вік |
| -------- | ------- | ------------------ | ---------------- | -------------------- |
| Чоловіки | 216     | 44                 | 157              | 15                   |
| Жінки    | 234     | 33                 | 155              | 46                   |
| Разом    | 450     | 77                 | 312              | 61                   |